# Chronologie des faits économiques et sociaux dans les années 1930
Chronologie de l'économie
Années 1920 - Années 1930 - Années 1940

## Événements

Production mondiale d'acier en 1939. Elle figure la prédominance de l'économie européenne et nord-américaine à cette date.

- 1929-1932 : la production industrielle mondiale baisse en moyenne de 10,9 % par an, soit 36 % en quatre ans[1]
- 1932 : les accords d’Ottawa intensifient le système de la préférence dans l’empire britannique[2].
- 12 juin - 27 juillet 1933 : conférence monétaire et économique internationale de Londres réunie à l'initiative de la Société des Nations ; elle échoue à résoudre la crise par la coordination des politiques monétaires et commerciales[3]
- 9 mai 1934 : convention internationale contingentant la production du caoutchouc face à la chute des prix[4].

- 1934 : invention de la notion de produit intérieur brut par Simon Kuznets[5].
- 1936 : selon les statistiques de la Société des Nations sur le commerce international, le classement est le suivant : Royaume-Uni (14 %), États-Unis (11 %), Allemagne (9 %) qui officiellement mène une politique d'autarcie, France (7 %)[6].
- 1937 : production des biens d'équipements : États-Unis 41,7 %, Allemagne 14,4 %, Royaume-Uni 10,2 %, France 4,2 %. Production industrielle rapportée à la consommation par habitant : États-Unis 268, Royaume-Uni 198, Allemagne 165, France 108[6].

### Afrique
- 1928-1934 : le cuivre perd 70 % de sa valeur[7].
- 1928-1933 : invasion de criquets migrateurs dans tout le Sahel[8].
- 1930 : 
  - une campagne est lancée au Tanganyika sur le thème « grow more crops » qui met les chefs locaux en demeure d’obtenir une croissance de la production agricole[9]. Le café se maintient et le coton reprend. D’autre part, les cultures vivrières se développent.
  - le prix du caoutchouc à Londres est à 13 % de celui de 1913[10].
- 1930-1932 : crise minière ; la production de cuivre congolais passe de 132 000 tonnes à 50 000 tonnes. Plus de 100 000 mineurs sont licenciés au Congo belge, ce qui provoque des retours massifs dans les zones rurales. L'Union minière du Haut Katanga réduit ses coûts de main-d’œuvre de plus de 20 % entre 1930 et 1932.
- 1930-1933 : sécheresse en Angola[11].
- 1931-1932 : famine doa-jiire (année du criquet, en zarma) au Sahel[12].
- 1931 : l’abandon par le Royaume-Uni de l’étalon-or[13] provoque une monté en flèche des cours de l’or et accentue la demande des États-Unis sur le marché mondial. Les mines d’or d’Afrique du Sud tirent le reste de l’économie vers la reprise.
- 1931-1939 : la part de la France dans le commerce de l’Afrique-Occidentale française et de l’Afrique-Équatoriale française triple.
- 1932-1933 : épidémie de variole et de rougeole en Afrique de l’Ouest.
- 1933-1934 : plus de 85 % du budget du Congo belge est consacré au remboursement de la dette.
- 1934 : plus de 40 % des hommes de la cité indigène d’Elisabethville (Lubumbashi) sont au chômage, ainsi que 25 % des Nairobiens.
- 1934-1935 : famine en Éthiopie[14].
- 1936 : essor de l’enseignement en Égypte : de 1925 à 1936, le nombre d’élèves scolarisés dans le primaire est passé de 193 144 à 661 025, dans le secondaire de 16 979 à 45 203[15].
- 1936-1938 : série de grèves à Dakar[16].

- Au Kenya, la crise économique internationale atteint les cultures de zones tempérées (la superficie consacrée au maïs et blé baisse de 60 % entre 1929 et 1934) mais les cultures tropicales (café, cacao, thé et fruits) résistent ou se redressent rapidement.
- En raison de la crise économique, la Grande-Bretagne fait suspendre la construction du chemin de fer Tanganyika-Rhodésie du Nord (Tanzam réalisé en 1970-1975).
- Face à la crise économique internationale, la France lance en AEF une politique d’investissement et de grands travaux.

- La crise économique frappe l'économie du Soudan français. Les productions d’arachides, d’huile de palme et de céréales ne se vendent qu’à bas prix alors que le coût de la vie ne cesse de monter et que la métropole, durement touchée, ne peut aider financièrement ses colonies. Les revenus douaniers s’effondrent. L’arrêt des importations européennes permet cependant à l’artisanat et aux petites industries locales de se développer temporairement.
- Les producteurs africains, incités par des primes ou la fixation de prix minimaux d’achat, augmentent leur production pour compenser la chute des cours (les exportations d’arachide hors territoires britanniques passent de 4 811 000 £ en 1929 à 5 334 000 £ en 1935). Au Dahomey et au Sénégal, les paysans reviennent aux cultures vivrières (manioc, millet, miel…). Les cultures de plantation les moins touchées par la crise se développent : bananes en Guinée ; café en Côte d'Ivoire, en Oubangui-Chari, au Rwanda et à Madagascar ; cacao au Gabon ; le manioc au Congo belge ; le girofle ou la vanille à Madagascar.

### Amérique
- 1929-1932 : 

Chomeurs à la recherche d'un emploi aux États-Unis vers 1935.

  - la production industrielle baisse de moitié aux États-Unis, le taux de chômage passe de 3,1 % à 24 %[17].
  - la crise de 1929 aux États-Unis plonge l’Amérique latine dans un marasme économique dont elle ne sortira qu’après la Seconde Guerre mondiale. Quatre mécanismes conjuguent leurs effets. Les importations des pays développés baissent fortement, privant les pays en voie de développement de leurs principales sources de revenus. Les termes de l’échange évoluent dans un sens défavorable aux pays latino-américains. Le marché international de capitaux s’effondre, et les transferts de capitaux vers l’Amérique latine s’inversent et deviennent négatifs entre 1929 et 1932. Le niveau des prix mondiaux diminue fortement ce qui pénalise les pays débiteurs[18].
  - au Mexique, la crise provoque une chute drastique du pouvoir d’achat, mais les gouvernements se montrent plus enclins à tenter d’attirer les capitaux étrangers et répriment tous les mouvements sociaux[18].
  - le Brésil, déjà en pleine crise depuis 1924, double la mise. Il subit de plein fouet les retombées du krach boursier américain. Les marchés européens se ferment, les cours des matières agricoles s'effondrent avec en particulier ceux du caoutchouc et du café. Le gouvernement ne peut plus résister et le régime dictatorial tombe. Les devises ne rentrent plus, les Brésiliens ne peuvent plus acheter à l’extérieur, ce qui stimule l’activité industrielle. La capacité de production est utilisée à plein[19]. En 1933, la production industrielle dépasse la production agricole[20].
  - l’industrie textile brésilienne, qui employait 140 000 ouvriers avant la crise, doit en licencier 30 000 et 60 000 autres se trouvent en chômage partiel[18].
- 1929-1933 : au Chili, la production de salpêtre baisse de 3 230 000 tonnes à 460 000 tonnes, celle de cuivre de 320 000 à 100 000 tonnes[18].
- 1930 : adoption du tarif protectionniste Hawley-Smoot aux États-Unis[3].
- 1931 : 
  - 300 000 chômeurs au Mexique. Leur nombre passe à un million un an plus tard[18].
  - le Brésil produit 71 000 tonnes de fer[19].
  - l'Équateur est profondément touché par la crise économique mondiale du fait de sa dépendance à la monoculture du cacao[21]. Cette crise aboutit à 15 ans de chaos politique.
- 1933 : Cuba compte 500 000 chômeurs. La production de canne à sucre a chuté de 5,6 millions de tonnes en 1929 à 1,7 million en 1933[18].
- 1933-1938 : New Deal, politique interventionniste mise en place par le président Roosevelt aux États-Unis pour lutter contre les effets de la Grande Dépression[3].
- 1933-1936 : le PNB des États-Unis augmente de 27 % et la production industrielle de 60 %[22].
- 1934-1940 : au Mexique le président Cárdenas relance la réforme agraire et les distributions de terres ; 18 millions d’ha profitent à 800 000 paysans par l’institution traditionnelle de l’ejido, une structure de propriété collective qui distribue les lopins de terre en usufruit aux familles. Des travaux d’irrigation sont lancés, des voies de communications construites et des crédits attribués[18].
- 1934 : décret instaurant la journée de huit heures de travail en Colombie[18].
- 1935 : reprise de la croissance de la capacité de production au Brésil, en particulier dans le domaine de l’acier, de la cimenterie et de la papeterie[23],[24].
- 1936 :
  - loi réglementant le travail au Venezuela[25].
  - depuis 1827, l’État de São Paulo au Brésil a reçu 3 millions d’immigrés : Italiens (30 %), Portugais (13 %), Espagnols (12 %), Brésiliens du nord-est (24 %), Japonais (6 %)[19].
- 1937 : le Brésil produit 1 280 000 quintaux de cacao (2e rang mondial)[26].
- 1938 : reprise de l’activité économique en Amérique latine en raison de la hausse des exportations[18].

### Asie
- 1929-1930 : la crise secoue l’économie indonésienne. La culture de la canne à sucre s’effondre et 140 sucreries sur 178 doivent être fermées. Le sucre ne retrouvera jamais son importance (7 % des importations en valeur en 1938 contre 22 % en 1930). Le caoutchouc, le thé et le café sont atteints. Au total les exportations diminuent des deux tiers passant de 1,577 milliard de florins en 1928 à 541 millions en 1932. La crise entraîne un chômage qui touche les employés européens et les travailleurs indonésiens, principalement dans le sucre. Les chômeurs regagnent leurs villages surpeuplés, ce qui provoque des troubles, notamment à Java contre la perception des impôts en 1934 et 1935[4].

- 1932 :
  - déclin de la propriété communautaire à Java ; 83 % des terres sont devenus propriétés individuelles. Les pratiques d’entraide communautaire subsistent cependant (Gotong royong (id))[27].
  - en Cochinchine, seules 115 communes sur 1 419 sont dépourvues d’écoles en 1932. L’enseignement secondaire concerne 4 800 élèves répartis dans 21 établissements, dont trois pour les filles. Attaqué par les milieux coloniaux conservateurs, ce système scolaire devient un instrument de modernisation de la société[28].
- 3 février 1933 : « Tea Agreement » qui limite la production du thé[4].

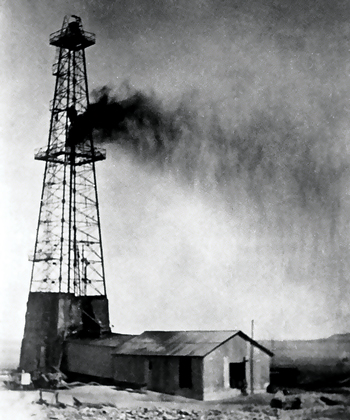
Découverte de pétrole en Arabie saoudite. Le puits Dammam no 7, le 4 mars 1938.

- 29 mai 1933 : Abdelaziz Ibn Sa'ud accorde à la Standard Oil of California une importante concession pétrolière dans la province d'Al Hasa, qui est transmise à sa filiale California-Arabian Standard Oil (CASOC) dont la Texaco achète 50 % des parts en 1936[29]. Depuis la fin des subsides britanniques (1924), les seules ressources dont disposent Abdelaziz Ibn Sa'ud proviennent du pèlerinage dans les villes saintes[30]. La recherche pétrolière commence juste à se développer dans la péninsule (Bahreïn, mai 1932). Par l’octroi de concessions, Ibn Sa’ud cherche à se procurer des rentrées d’argent. Des contrats sont signés dans les années 1930 avec des compagnies américaines mais l’exploitation pétrolière ne débute qu’en 1939[31].

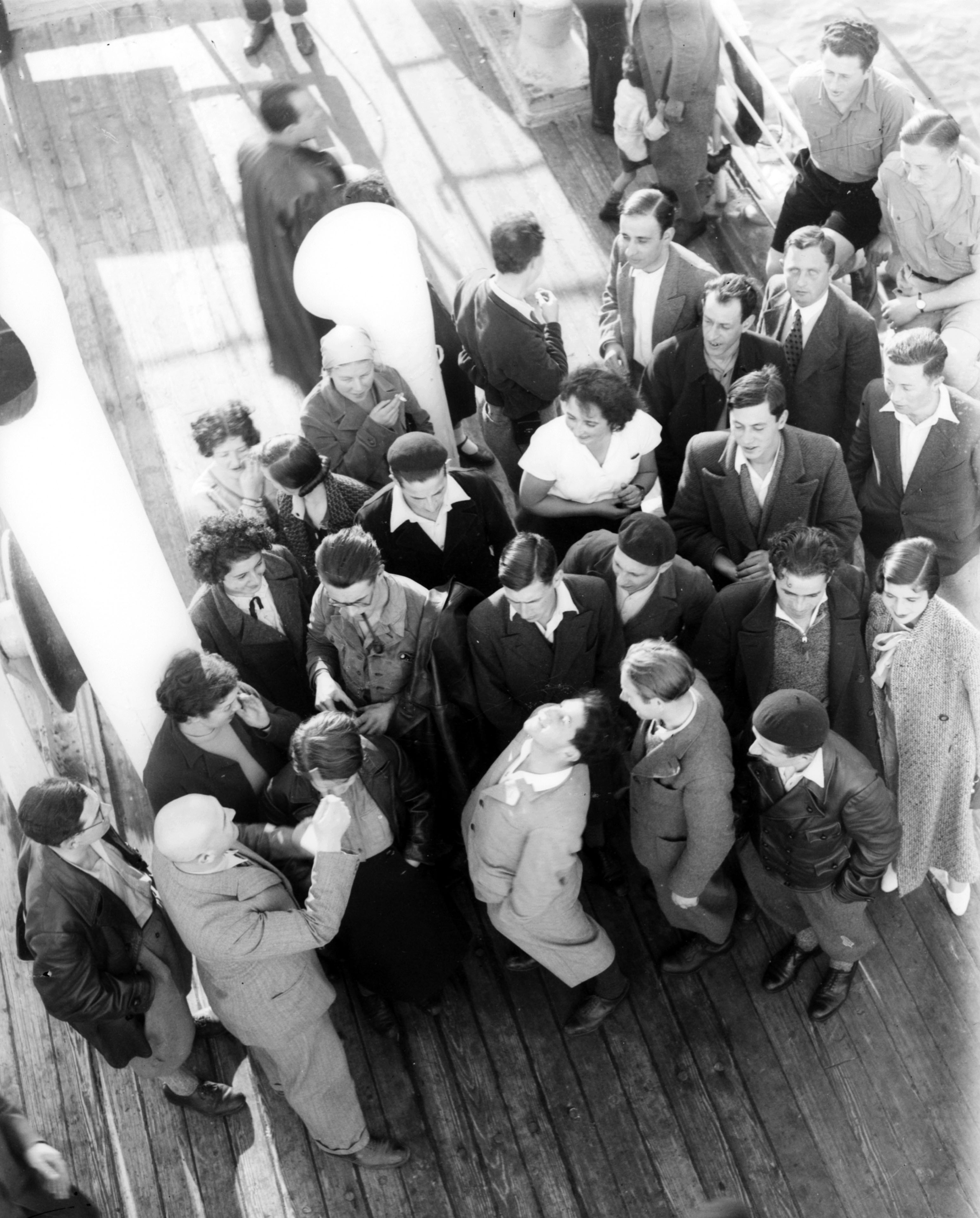
Immigrants juif d'Allemagne à bord d'un navire faisant route vers le port de Jaffa en 1933.

- 1933-1939 : cinquième aliya en Palestine mandataire ; l’immigration juive, limitée à quelques milliers d’individus par an jusqu’au début des années 1930, augmente considérablement à partir de 1933 pour atteindre plus de 60 000 individus en 1935. Plus de 200 000 migrants, qui porte la population juive de Palestine à 355 000 personnes, contre 60 000 en 1917[32]. L’Allemagne nazie soutient le mouvement sioniste. Des « accords de transfert » sont négociés entre les autorités allemandes et l’Organisation sioniste, seule institution juive autorisée sur le territoire germanique : les immigrants juifs d’Allemagne peuvent partir pour la Palestine en emportant une partie de leurs avoirs convertis en marchandises allemandes. La Palestine connaît une arrivée massive d’hommes et de capitaux, qui favorise un développement rapide de certaines régions à un moment où la crise mondiale frappe le reste du Moyen-Orient. Les capitaux qui arrivent en Palestine servent à leur tour à financer l’émigration de Juifs d’Europe centrale[33].

- 1938 : 84 000 ha de palmiers à huile sont plantés sur l'ensemble des Indes néerlandaises[4].
- 1939 : les Indes néerlandaises produisent 7,4 millions de tonnes de pétrole. La Royal Dutch Shell contrôle 72 % des pétroles indonésiens (95 % en 1924). Elles deviennent le second producteur de caoutchouc avec 384 000 tonnes sur une production mondiale de 1 017 000 tonnes. En dehors de Java, les plantations s’étendent à Sumatra et à Bornéo. Les Indes néerlandaises sont parmi les premiers producteurs d’étain (gisements de l’île Bangka, de Billiton et de Singkep)[4].

- La Birmanie devient le premier exportateur mondial de riz[34] (de 0,5 million de tonnes avant la chute de Mandalay à 3 millions avant le début de la Seconde Guerre mondiale).
- De 1880 à 1936, les rizières appartenant aux sociétés françaises en Indochine ont vu leur surface passer de 11 000 ha à 800 000 ha. 45 % de la production de riz est entre les mains du colonisateur (80 000 colons pour 20 millions d’habitants).

- 1 630 000 Indonésiens travaillent dans l'industrie, dont 120 000 dans les grandes entreprises, 840 000 dans les industries moyennes et 670 000 dans les fabriques à domicile. Il s’agit d’industries de transformation des produits agricoles (moulin à riz, fabriques de caoutchouc, de thé, usines de torréfaction de café, sucreries, etc.) ou des industries légères de biens de consommation (coton, savon, papier, cigares, cigarettes, bière, margarine, chaussures, couleurs, pneus, bicyclettes, outillage agricole, etc.)[4].

- Crise économique frappant la pêche à la perle en Arabie dans les années 1930[35].

### Europe
- 1929-1938 : optimum des températures automnales de la Russie à la Pologne et à la Laponie. Avancée du bouleau vers le Nord. Réchauffement estival à partir de 1930[36].
- 1929-1940 : abandon de la Nouvelle politique économique et collectivisation en Union soviétique[37].  Entre 1928 et 1941, le nombre d'ouvrier triple presque[38], l’extraction de charbon en Union soviétique passe de 36,4 à 166 millions de tonnes, la production d’électricité de 5 à 48,3 milliards de kilowatts-heures et celle d’acier de 4,3 à 18,3 millions de tonnes[39].

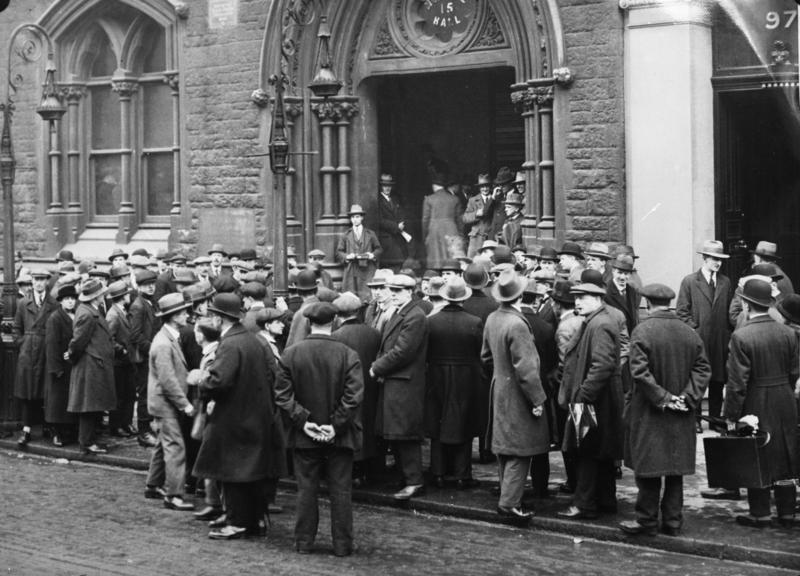
Chômeurs en attente de travail devant l'Union House à Londres.

- 1929-1933 : l’agriculture anglaise souffre de l’engorgement des marchés mondiaux et de la chute des prix ; sous l’effet de la contraction des échanges internationaux (de deux tiers entre 1929 et 1933), les exportations chutent. Hausse importante du taux de chômage[40]. Le nombre de chômeur passe de 1,454 millions en février 1929 à 2,697 millions en février 1931[41].
- 1930 :
  - en Espagne 26,5 % de la population active travaille dans le secteur secondaire (plus 10 % en 20 ans), 28 % dans le tertiaire, 45,5 % dans le secteur primaire[42].
  - 67,8 % d'analphabètes au Portugal (75 % en 1910)[43].
  - en Roumanie, 6 700 grands propriétaires détiennent encore 24 % du sol face à 2,5 millions de paysans pauvres qui en ont 28 %, situation due à la poussée démographique (+1,2 % par an). D’où un développement de la main-d’œuvre salarié agricole. Les rendements moyens restent faibles (8 à 9 q à l’ha pour le blé contre 16 en France, 10 à 11 q pour le maïs contre 15 à 16)[44].
- mai 1931 : crise bancaire à la suite de la faillite du Kredit Anstalt de Vienne à la suite du rapatriement des capitaux américains placés en Allemagne et en Autriche[3]. En Allemagne, la production industrielle tombe à 53 % de son niveau de 1929. Le gouvernement Brüning sauve les banques de la faillite par une série de mesures énergiques : mise des banques sous tutelle pour contrôler l’industrie, déflation, réduction des dépenses budgétaires, baisse des salaires, baisse générale des prix de 10 %.
- 20 juin 1931 : moratoire Hoover qui ajourne d’un an les réparations dues par l'Allemagne[3].
- 1931 :
  - crise monétaire au Royaume-Uni qui abandonne l’étalon-or et dévalue la livre sterling de 30 %. Les exportations retrouvent leur compétitivité[13]. Le Royaume-Uni compte 2,7 millions de chômeurs en août et plus de 10 millions d'Anglais sur 46 millions vivent dans la précarité[17].
  - Espagne : arrêt de la croissance, érosion monétaire ; le taux de croissance annuel moyen de la masse monétaire passe de 3,6 % entre 1923 et 1930 à 0,6 % de 1931 à 1935[45].

- 1931-1933, Union soviétique : mesures de coercition stalinienne. Grande famine, causée par la collectivisation forcée de l’agriculture et la réquisition des denrées alimentaires dans les campagnes, générant de 6 à 8 millions de morts, dont 4,5 en Ukraine (Holodomor, 1932-1933). Exode rural vers les villes[46]. En février 1932, le Politburo abolit le Partmaximum.
- 16 juin - 9 juillet 1932 : annulation des dettes de l’Allemagne à la conférence de Lausanne[3].
- 1932 : chômage en Europe. 6,3 millions de chômeurs en Allemagne en mars[17], 3,4 millions au Royaume-Uni (22,1 % de la population active[47]), et 260 000 en France[1].
- juillet 1932-juillet 1933 : guerre douanière entre le Royaume-Uni et l’Irlande[48].
- 1932-1939 : les taux d’intérêt restent à 2 % au Royaume-Uni, ce qui favorise les investissements des entreprises[49].
- Janvier et février 1933 : grèves des chemins de fer des ateliers de Grivitza  et des ouvriers du pétrole de Ploiești en Roumanie[50].
- 1933-1937 : deuxième plan quinquennal soviétique[37].
- 31 août 1935 : naissance du stakhanovisme en Union soviétique avec la « performance » du mineur de fond du Donbass Alekseï Stakhanov qui réussit à extraire 102 tonnes de charbons en six heures[37].
- 1933-1936 : le PNB du Royaume-Uni augmente de 14 % et la production industrielle de 35 %[22].
- 1933-1938 : décrue du chômage en Allemagne (six millions de chômeurs à l’avènement d’Hitler, 200 000 en 1938[51]) et au Royaume-Uni (-50% entre 1933 et 1938)[1].
- 1934, Royaume-Uni : la crise économique est en partie achevée. Augmentation des dépenses sociales pour stimuler la consommation des ménages à bas revenus[47]. Chute de la pratique religieuse : 17,7 % de pratiquants à York (35,5 % en 1901) selon les enquêtes de B. S. Rowntree réalisées en 1901 et 1935 [40].
- 1935-1936 : crise économique en Allemagne ; difficultés d’approvisionnement en matières premières, pénurie alimentaire. Déclin du commerce extérieur[52].
- 1937-1939 : augmentation des dépenses militaires au Royaume-Uni, qui passent de 265 millions de £ en 1937 à 400 millions en 1938 et 700 millions en 1939. Un tiers des crédits va à l’armée de l’air[53].
- 1938 : 
  - en Roumanie, la part de l’industrie dans le revenu national représente 30 % contre 38 % pour l’agriculture. 70 % de la production métallique est destinée à l’État roumain (armement). La production pétrolière est passée de 1,1 million de tonnes en 1921 à 8,4 millions en 1934, pour décliner après. Le revenu national est de 94 dollars par tête (76 en Grèce, 81 en Bulgarie, de 106 en Yougoslavie, 108 en Hongrie et 246 en France)[44].
  - le revenu national par habitant atteint 120 dollars en Hongrie, soit environ 70 % de la moyenne européenne. Le volume de la production industrielle a augmenté de 28 % par rapport à 1913, le nombre des ouvriers de 16 %, la part de l’industrie dans le revenu national atteint 36 %. Mais à cause de l’état médiocre de l’agriculture, des transports, du commerce et de l’artisanat, la Hongrie, fortement endettée, reste un pays pauvre, et les progrès de l’industrie n’ont pas pu le tirer du marasme dans lequel la plongée sa diminution en 1920, puis la crise mondiale.
  - Royaume-Uni : les salaires réels ont augmenté de 12,9 % depuis 1920. Les revenus apparaissent moins inégalement répartis à la fin des années 1930, mais la concentration de la fortune est toujours inégalitaire (2 % de la population a une fortune de plus de 5 000 £, 75 % de la population ne possède que 5 % de la richesse nationale). L’Angleterre assure 19 % du commerce mondial de produits manufacturés. La production industrielle globale est supérieure de 43 % à celle de 1932 (11 % de la production industrielle mondiale). Elle est particulièrement soutenue par ses branches les plus novatrices (automobile, aéronautique, électroménager, textiles synthétiques). 400 000 employés travaillent dans l’aéronautique[40].
- 1938-1942 : troisième plan quinquennal soviétique[37].
- 1939 : 
  - augmentation de la production en Allemagne : 186 millions de tonnes de charbon (105 en 1932). 195 millions de tonnes de lignite (126 en 1933). 22,6 millions de tonnes d’acier. 200 000 tonnes d’aluminium. 350 000 automobiles. 500 000 tonneaux. Le budget de l’armement atteint 30 milliards de RM (6 milliards en 1935), soit 20 % du PNB. L’armée active comprend 53 grandes unités dont 35 divisions d’infanterie, 4 divisions d’infanterie motorisée, 6 divisions blindées. Avec 103 grandes unités mobilisables, elle atteint les objectifs fixés en 1936[54].
  - le peuple polonais subit sous l’occupation nazie une politique d’oppression et d’extermination systématique. Selon les plans du Führer, le peuple slave polonais devait être réduit en esclavage au profit des maîtres germaniques. Dès octobre 1939, les Juifs sont enfermés dans des ghettos (Varsovie, Lublin, Lódz)[55]. 2,5 millions de Polonais seront condamnés au travail forcé en Allemagne, plus de 6 millions périront, dont plus de 3 millions de Juifs.

#### France
- 1928-1931 : création d'Uniprix, premier magasin populaire en France, suivie de celles de Prisunic (1931) et Monoprix (1932)[56].
- 1930-1934 : 7,6 % des conscrits sont illettrés[57].
- 1930-1936 : les gouvernements successifs pratiquent des politiques déflationistes qui atteignent leur paroxysme en 1935 sous le gouvernement Laval[58].
- 24 avril 1930 : le gouvernement crée le Comité supérieur de la normalisation, chargé de préparer la standardisation de la production industrielle[59].
- 1930 : 
  - la production industrielle (base 100 en 1913) atteint l’indice 140 (159 pour les productions mécaniques, 129 pour la sidérurgie)[60].
  - le Produit intérieur brut baisse de 3 %[61].
  - la Grande Dépression atteint la France à la fin de l'année[60].
- 4 juillet 1931 : la loi sur le statut du vin interdit les nouvelles plantations, limite l'irrigation et favorise la distillation[62].
- 1931 : 
  - hausse du chômage qui touche plus de 450 000 personnes[63].
  - le Produit intérieur brut baisse de 4 %[61].
  - la population active est de 21,5 millions (20 en 1936, 20,6 en 1946, 19,1 en 1954)[64].
  - pour la première fois, les habitants des villes sont plus nombreux que ceux des campagnes (villes de plus de 2 000 habitants)[65].
- 1931-1935 : le Produit intérieur brut baisse de 12 % en quatre ans[61]. La dévaluation la livre sterling le {{date[21 septembre 1931}} majore les prix français et le refus des gouvernements de dévaluer le franc enfoncent le pays dans la crise. Le déficit de la balance commerciale (35 % en 1933, 26 % en 1935), la cessation de paiement des réparations par l'Allemagne, la chute du tourisme entraîne un déséquilibre de la balance des paiements qui vide les réserves en or. La crise diminue les rentrées fiscales (-17 % entre 1931 et 1935) et exige des subventions et des secours supplémentaires, creusant le déficit budgétaire (5 milliards de francs en 1931, 12 milliards en 1933, 10 milliards en 1935)[66].
- 1932 : 
  - les exportations ont chuté de 62 % depuis 1929[63]. La production industrielle est en fort recul. Sur une base 100 en 1928, l’indice atteint alors 78. La sidérurgie (58) et les constructions mécaniques (68) sont les plus atteintes. Le textile (74) et la chimie (83) sont moins durement touchés[60].
  - le chômage touche 900 000 travailleurs au plus fort de la crise. Le chômage partiel touche ¼ des ouvriers des usines de plus de 100 salariés, et les gains hebdomadaires des ouvriers ont diminué de 12,5 % en moyenne. Mais les prix de détail et le coût de la vie diminuent dans le même temps de 25 % (baisse des prix agricoles)[60].
- 1932-1933 :
  - la balance des paiements, excédentaire de 1921 à 1930, devient déficitaire de plus de 1 % du PNB[22].
  - récoltes exceptionnelles de blé ; le gouvernement interdit les importations et encourage le stockage en fixant un prix minimum à 115 francs le quintal. Le prix s'effondre cependant à 60 ou 70 francs le quintal en 1934 ( « blé gangster ») et le gouvernement abandonne le prix minimum[67].
- 1932-1939 : le gouvernement prend des mesures pour lutter contre la dénatalité et le vieillissement (loi sur les allocations familiales de mars 1932, institution d'un Haut Comité de la Population le 22 février 1939, décret-loi relatif à la famille et à la natalité française dit « Code de la famille » du 29 juillet 1939 et une autre de novembre 1929 renforce la progressivité du barème pour les allocations à partir du troisième enfant pour encourager les familles nombreuses[68]).
- 2 novembre 1934 : création du constructeur automobile « Simca » par le groupe « Fiat »[69].
- 1934 : le budget de l'Etat est déficitaire de 8,8 milliards de francs[67].
- Avril 1935 : l’indice de production industrielle (base 100 en 1928) est à 76 au plus fort de la crise[70].
- 16 juillet 1935 : décrets-lois dit « de misère » de Pierre Laval mettant en œuvre une sévère politique déflationniste. Réduction de 10 % de toutes les dépenses publiques[58].
- 1935 :
  - le déficit budgétaire se creuse à 10,4 milliards de francs. 40 % du budget de l’État est englouti par le remboursement de la dette publique[67].
  - 426 500 chômeurs secourus au maximum de la crise[1].
- 1935-1939 : la circulation des billets de banque passe de 83 milliards à 123 milliards de francs[70].

- 7 juin 1936 :  accords de Matignon ; le gouvernement instaure la semaine de 40 heures et deux semaines de congés payés[71].
- 1er octobre 1936 : le franc Poincaré est dévalué de 29 %[71].
- 1936 : le budget de l'Etat est déficitaire de 16,9 milliards de francs[67].
- Automne 1936- printemps 1937 : reprise économique. L’indice de production industrielle (base 100 en 1928) passe de 88 à 94 et le nombre de chômeurs secourus diminue de 20 %[72].
- 1936-1938 : inflation de 13 % par an déclenchée par la hausse du coût du travail. Elle entraine un déficit de la balance des paiements courants et à une stagnation de la production industrielle[22].
- 30 juin 1937 : nouvelle dévaluation du franc et blocage des prix[71].
- 28-29 décembre 1937 : grève générale des services publics parisiens[71].
- 13 avril 1938 : grève quasi générale dans les usines d'automobiles[71].
- 16 mai 1938 : lancement d'un grand emprunt de cinq milliards de francs pour la Défense nationale[71].
- 1938 : la crise économique reprend. L’indice de production industrielle (base 100 en 1928) est à 83 en France (128 en Allemagne, 122,5 en Angleterre, 77,9 aux États-Unis)[60]. Le chômage repart à la hausse[72].
- fin 1938-août 1939 : le ministre des Finances Paul Reynaud met en place nouvelle politique économique desserrant les contraintes sociales pesant sur les entreprises ; la production industrielle augmente de 14 % en six mois. Les entrées de capitaux permettent de stabiliser le cours du franc en livre tout en augmentant de 200 tonnes l’encaisse de la Banque de France[22].
- juin 1939 : la production industrielle retrouve son niveau de 1928[70].

## Démographie
- Deux millions d’habitants au Caire. 14,8 millions d’habitants en Égypte en 1930, 15,8 millions en 1936.
- L’Inde britannique compte 352,8 millions d’habitants en 1931.
- 1 033 314 d’habitants en Palestine mandataire, dont 174 606 Juifs (17 %) en 1931. En 1936, il y a 1 366 692 habitants, dont 384 078 Juifs[73]. 1 544 530 d’habitants en 1940, dont 464 535 Juifs.

### Amérique
- 1930 : 16 552 722 habitants au Mexique[74]. Mexico atteint 1,049 million d’habitants (230 000 en 1870).

- 1931 : recensement au Canada ; le pays compte 10 376 789 habitants[75].
- 0,499 million d’habitants au Costa Rica, 1,443 à El Salvador, 1,711 au Guatemala, 0,948 au Honduras, 0,742 au Nicaragua, 0,502 au Panama.
- 3,837 millions d’habitants à Cuba, 1,552 à Porto Rico, 1,227 en République dominicaine, 2,422 à Haïti.
- 7,350 millions d’habitants en Colombie, 2,950 au Venezuela, 2,160 en Équateur.
- 2,153 millions d’habitants en Bolivie, 2,959 au Chili, 5,651 au Pérou.
- 38 % des Chiliens vivent dans des villes de plus de 10 000 habitants (15 % en 1870).
- 11,936 millions d’habitants en Argentine, 4,365 au Chili, 0,880 au Paraguay, 1,599 en Uruguay. Buenos Aires atteint 2,178 millions d’habitants (187 000 en 1870). 38 % des Argentins vivent dans des villes de plus de 10 000 habitants (17 % en 1870).
- 33,568 millions d’habitants au Brésil. Rio de Janeiro atteint 1,7 million d’habitants (275 000 en 1870).

### Europe
- 1931 : le Royaume-Uni compte 44,8 millions d’habitants. La population vieillit : 11,6 % de plus de soixante ans contre 8 % avant la guerre. 45 % de la population active travaille dans les services. 5,5 millions de femmes travaillent. En 1939, il compte 46,4 millions d’habitants. La population a augmenté de 8,6 % depuis 1921 au rythme annuel de 0,4 %. L’agglomération londonienne rassemble 9 millions de personnes. 7 millions de postes de radio.
- 1933-1939 : politique nataliste en Allemagne ; le taux de natalité passe de 14,7 0/00 en 1933 à 20,4 0/00 en 1939. La population passe de 66 à 69,3 millions d’habitants (15 millions en Autriche).
- 1934, Suède : 38 % d’agriculteurs, 31 % de personnes employées dans l’industrie, 19 % dans le secteur tertiaire.
- 1939 : 41,9 millions d’habitants en France.

- Recensement en Roumanie : sur 18 millions d’habitants, 71,9 % de Roumains, 7,9 % de Magyars, 4,1 % d’Allemands, 4 % de Juifs, 3,2 % d’Ukrainiens, 2,3 % de Russes, 2 % de Bulgares, 1,5 % de Tziganes, 1 % de Turcs et Tatars, 0,3 % de Polonais, 0,3 % de Serbo-croates. 73 % d’orthodoxes.
- 250 000 Juifs à Budapest, soit le quart de la population de la ville, à la fin des années 1930.
- Le Portugal compte 6 825 000 habitants. Lisbonne compte 600 000 habitants. À la suite de la crise économique mondiale, le Brésil ayant fermé ses portes, l’émigration se réduit à 10 000 départs par an en moyenne (30 000 au début du siècle).